# Държавна цензура на Уикипедия
Държавна цензура на Уикипедия има в редица страни, включително (в различни проявни форми) в 4-ри от 5-те постоянни членки на съвета за сигурност – с изключение на САЩ.
Държавна цензура на Уикипедия се наблюдава и в Иран, Пакистан, Саудитска Арабия, Сирия, Тайланд, Тунис, Турция и Узбекистан. В Германия също е имало временна частична забрана за достъп до информация в Уикипедия въз основа на съдебен акт. 
Първата държава наложила държавен контрол на Уикипедия е КНР. Уикипедия на китайски език стартира през май 2001 г. Уикипедия получава блокаж от китайските държавни власти за първи път на 3 юни 2004 г. по случай 15-годишнината от събитията на площад Тянанмън на 4 юни 1989 г. 
На 22 юни 2004 г. достъпа до Уикипедия в Китай е възстановен без обяснение, обаче е отново блокиран по неизвестни/неясни причини през септември същата година, но само за четири дни. 
През октомври 2005 г. е повторно блокиран, заради изкривяване от страна на сайта на образа на КНР в спора ѝ с Република Китай (Тайван). 